# San Francisco el Rincón
San Francisco el Rincón är en ort i Mexiko.   Den ligger i kommunen Comitán Municipality och delstaten Chiapas, i den sydöstra delen av landet, 800 km öster om huvudstaden Mexico City. San Francisco el Rincón ligger 1 566 meter över havet och antalet invånare är 629.
Terrängen runt San Francisco el Rincón är kuperad åt nordväst, men åt sydost är den platt. San Francisco el Rincón ligger nere i en dal. Runt San Francisco el Rincón är det ganska tätbefolkat, med 100 invånare per kvadratkilometer. Närmaste större samhälle är Comitán, 4,1 km söder om San Francisco el Rincón. I omgivningarna runt San Francisco el Rincón växer huvudsakligen savannskog.